# Februar 1982
Portal Geschichte | Portal Biografien | Aktuelle Ereignisse | Jahreskalender | Tagesartikel

◄ |
19. Jahrhundert |
20. Jahrhundert
| 21. Jahrhundert

◄ |
1950er |
1960er |
1970er |
1980er
| 1990er | 2000er | 2010er | ►

◄ |
1978 |
1979 |
1980 |
1981 |
1982
| 1983 | 1984 | 1985 | 1986 | ►

◄ |
November 1981 |
Dezember 1981 |
Januar 1982 |
Februar 1982 |
März 1982 |
April 1982 |
Mai 1982 |
►
Dieser Artikel behandelt aktuelle Nachrichten und Ereignisse im Februar 1982.

## Tagesgeschehen

### Dienstag, 2. Februar 1982

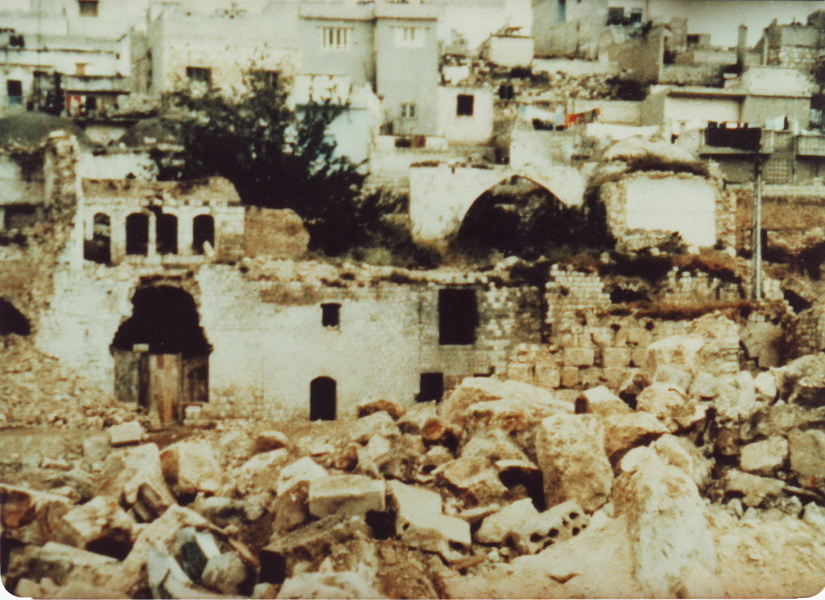
Hama nach dem Angriff durch die Streitkräfte Syriens

- Hama/Syrien: Im Kampf gegen den Aufstand der panislamistischen Bewegung Muslimbrüderschaft  beginnen die Streitkräfte Syriens auf Kommando von Rifaat al-Assad, Bruder des Präsidenten Hafiz al-Assad, die Großstadt nördlich der Hauptstadt Damaskus mit Granaten zu beschießen. In der Folge kommt es zu einem Massaker.[1]

### Mittwoch, 3. Februar 1982

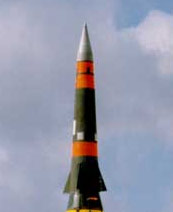
Die Stationierung der Pershing II verknüpft Kanzler Helmut Schmidt mit der Vertrauensfrage

- Bonn/Deutschland: Bundeskanzler Helmut Schmidt (SPD) stellt im Deutschen Bundestag den Antrag, dass ihm die Parlamentarier ihr Vertrauen aussprechen. Als Chef der Koalition aus SPD und FDP sieht er sich seit der Unterzeichnung des NATO-Doppelbeschlusses im Dezember 1979 offener Kritik aus beiden Parteien ausgesetzt. Der Beschluss sieht u. a. die Stationierung von Pershing-II-Raketen in der Bundesrepublik vor.[2]

### Freitag, 5. Februar 1982
- Bonn/Deutschland: Der Bundestag entscheidet über die von Bundeskanzler Helmut Schmidt (SPD) gestellte Vertrauensfrage. Wenn ihm mehr als 50 % der Mandatsträger das Misstrauen aussprechen, kann Schmidt bei Bundespräsident Karl Carstens die Auflösung des Bundestags beantragen, doch Schmidt erhält das Vertrauen der Abgeordneten. Die sozialliberale Koalition bleibt bestehen, obwohl es offensichtlich seit Monaten einen inhaltlichen Bruch in der SPD-FDP-Regierung gibt.[3]

### Samstag, 6. Februar 1982
- Kailua-Kona/Vereinigte Staaten: Der Ironman Hawaii endet mit Siegen der Amerikaner Kathleen McCartney bei den Frauen und Scott Tinley bei den Herren.[4][5]

### Sonntag, 7. Februar 1982
- Vaduz/Liechtenstein: Die Stimmberechtigten verhelfen bei der Landtagswahl wie schon 1978 der sozial-konservativen Vaterländischen Union (VU) zu einem Mandat Vorsprung auf die christlich-konservative Fortschrittliche Bürgerpartei. Damit bleibt die VU Regierungspartei.[6]

### Montag, 8. Februar 1982
- Hamburg/Deutschland: Autoren der Zeitschrift Der Spiegel beschuldigen Vorstandsmitglieder des Wohnungsunternehmens Neue Heimat, welches zum Eigentum des Deutschen Gewerkschaftsbunds gehört, dass diese sich auf Kosten des gemeinnützigen Unternehmens und in einzelnen Fällen direkt auf Kosten der Mieter bereichern. Die Anschuldigungen richten sich insbesondere gegen Albert Vietor, den Vorsitzenden der Neuen Heimat.[7]

### Dienstag, 9. Februar 1982
- Nerpitschja/Sowjetunion: Das im September 1979 vom Stapel gelaufene U-Boot TK-208, das größte U-Boot der Welt, wird in die 1. Flottille der Nordflotte der sowjetischen Marine eingegliedert. Es ist circa 173 m lang, weist 20 Startbehälter für Interkontinentalraketen des Typs R-39 auf und hat einen Nuklearantrieb.[8]

### Donnerstag, 11. Februar 1982
- Berlin/Deutschland: Marianne Hoppe wird als beste Schauspielerin mit der Goldenen Kamera ausgezeichnet.[9]

### Freitag, 12. Februar 1982
- Berlin/Deutschland: Die 32. Internationalen Filmfestspiele Berlin beginnen mit Diskussionen über die abgelehnte Disney-Produktion Mit dem Wind nach Westen über die Ballonflucht der Familien Strelzyk und Wetzel aus der DDR. Verärgert über die Streichung des Films organisiert der Verleger Axel Springer spontan dessen Deutschland-Premiere auf einer Gegenveranstaltung in Berlin.[10]
- Berlin/Deutschland: Das Ministerium für Staatssicherheit der DDR (Stasi) entlässt nach Protesten aus der Gesellschaft den Pfarrer Rainer Eppelmann aus der Haft. Der landesweit bekannte Pfarrer forderte gemeinsam mit dem ehemaligen Stasi-Mitarbeiter Robert Havemann die konsequente militärische Abrüstung. Die Inhaftierung wies De-facto-Staatsoberhaupt Erich Honecker persönlich an.[11][12]
- Lagos/Nigeria: Papst Johannes Paul II. bereist zum zweiten Mal Afrika. Am ersten Tag findet eine Heilige Messe in Lagos statt. Weitere Stationen der Reise werden Benin, Gabun und Äquatorialguinea sein. Es ist die erste Auslandsreise des Papstes nach dessen Genesung vom Attentat auf ihn im Mai 1981.[13]

### Samstag, 13. Februar 1982
- Dresden/Deutschland: Nach einer Idee der pazifistischen Teenagerin Johanna Ebischbach versammeln sich am 37. Jahrestag der Luftangriffe auf Dresden circa 8.000 Menschen zum „Friedensforum“ in und an der Kreuzkirche. Sie ziehen anschließend schweigend zur Ruine der Frauenkirche. Die Initiatorin ist inzwischen eng mit der DDR-Friedensbewegung verbunden, obwohl sie ursprünglich eine gegen Militarismus gerichtete Demonstration „ohne Organisation und […] Genehmigung“ plante.[14]

### Montag, 15. Februar 1982
- Neufundlandbank: Die Bohrplattform Ocean Ranger sinkt 3.38 Uhr auf den Grund der Grand Banks 300 km östlich von Neufundland, Kanada. Die Rettungsarbeiten werden durch bis zu 21 m hohe Wellen erschwert. Insgesamt sterben durch den Unglücksfall 84 Menschen.[15]

### Mittwoch, 17. Februar 1982
- Garbsen/Deutschland: Ein Privatflugzeug mit vier Insassen stürzt auf der Route von Süddeutschland nach Hannover im Garbsener Ortsteil Heitlingen auf freies Feld. Einziger Überlebender ist der Manager des FC Bayern München Ulrich Hoeneß.[16]

### Montag, 22. Februar 1982

Wappen der Republik Sahara

- Addis Abeba/Äthiopien: Die supranationale Organisation für Afrikanische Einheit nimmt die 1976 ausgerufene Demokratische Arabische Republik Sahara als Mitglied auf. Marokko hat das Gebiet der Republik in der westlichen Sahara zum Teil okkupiert und protestiert gegen die Aufnahme.[17]

### Dienstag, 23. Februar 1982

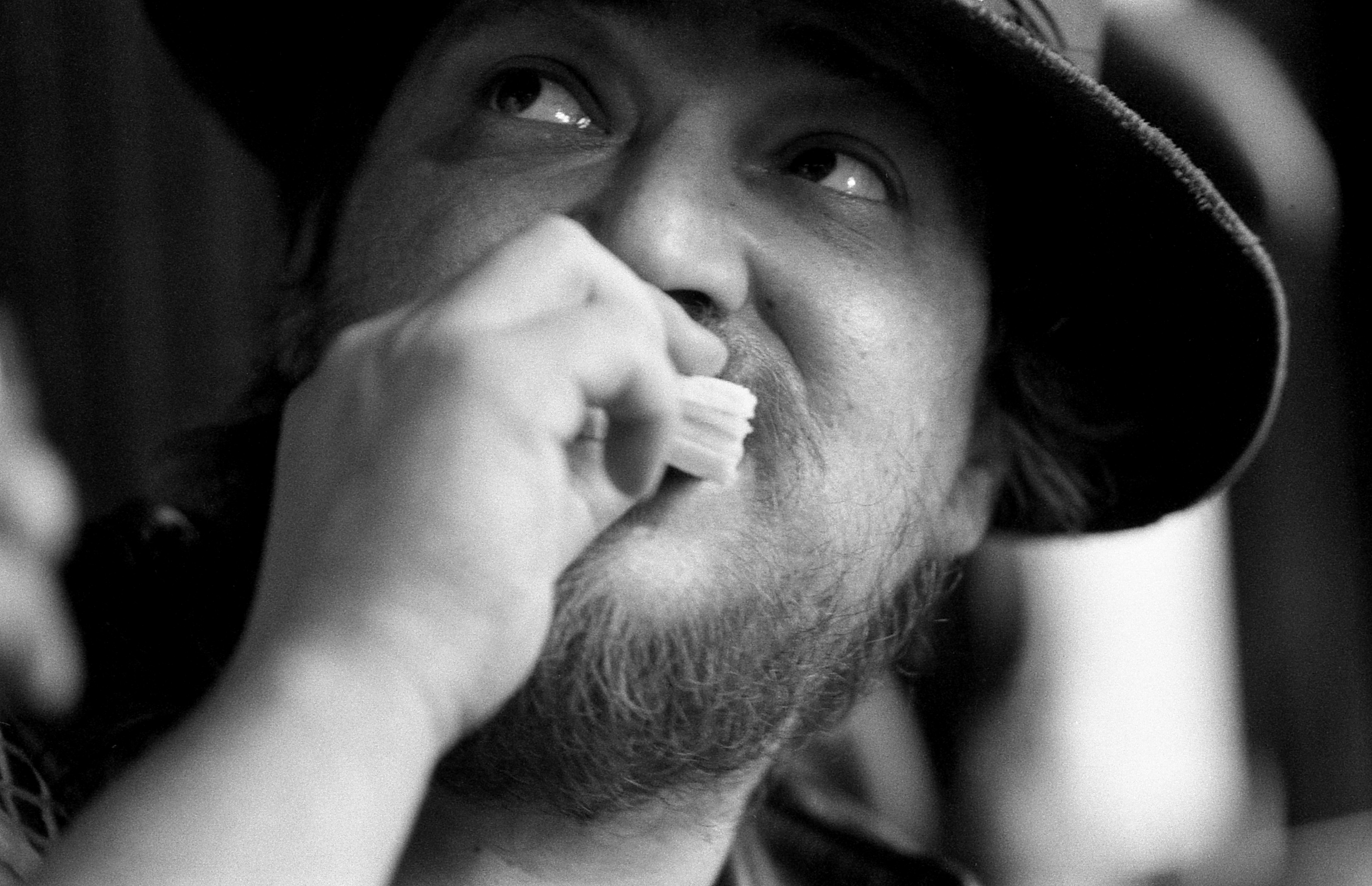
Rainer Werner Fassbinder

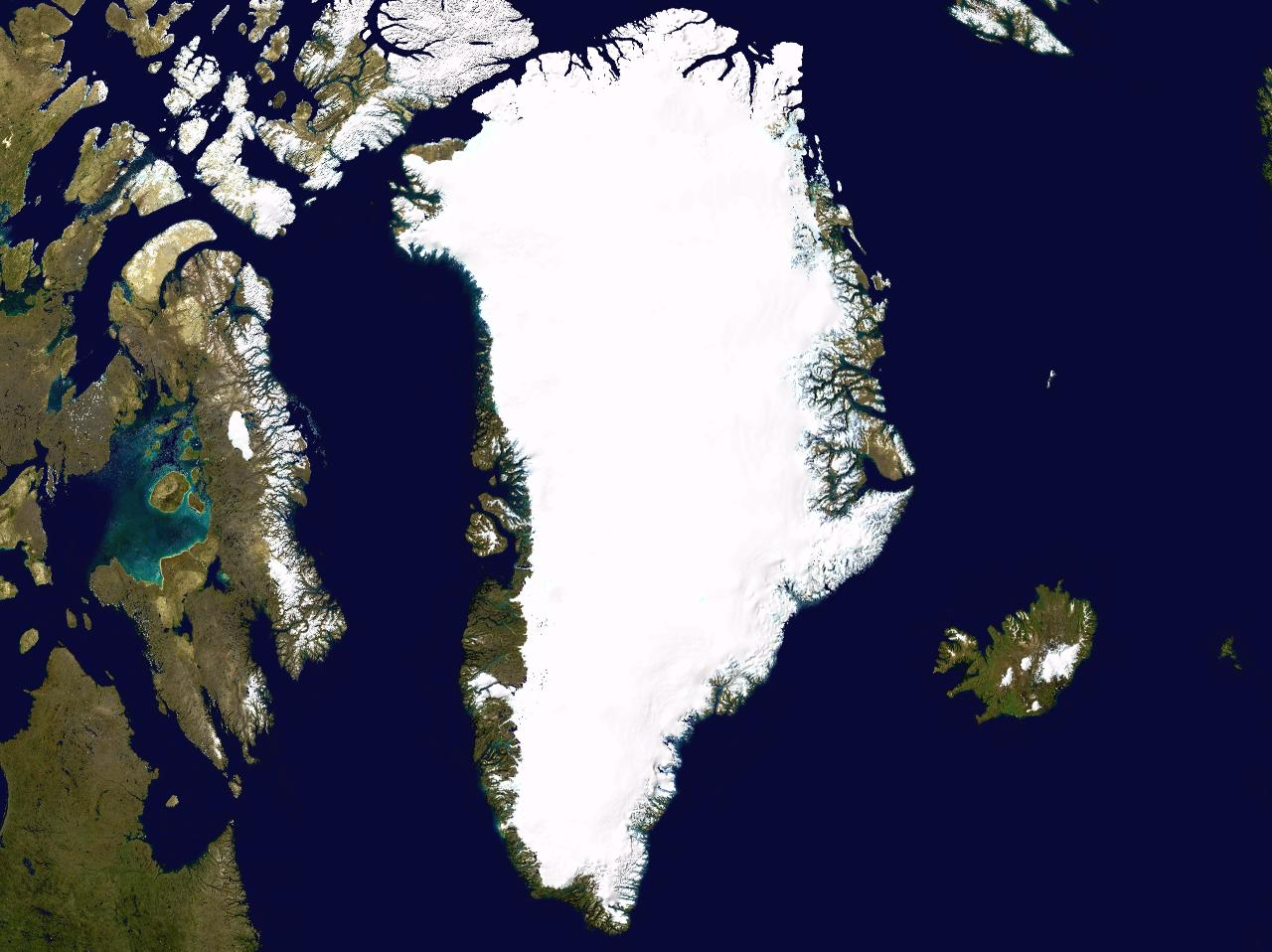
Grönland

- Berlin/Deutschland: Die Jury der 32. Internationalen Filmfestspiele Berlin zeichnet den Film Die Sehnsucht der Veronika Voss von Regisseur Rainer Werner Fassbinder als besten Beitrag des Festivals mit dem Goldenen Bären aus.[18]
- Davos/Schweiz: Der EHC Arosa sichert sich den Titel des Schweizer Meisters im Eishockey 1982 durch einen Auswärtssieg beim Titelkonkurrenten HC Davos.[19]
- Nuuk/Dänemark: In der Volksabstimmung über den Austritt der autonomen Insel Grönland aus der Europäischen Wirtschaftsgemeinschaft, an der nur Einwohner Grönlands teilnehmen dürfen, stimmen 52 % der Wähler für das Verlassen der Gemeinschaft.[20]

### Mittwoch, 24. Februar 1982
- Los Angeles/Vereinigte Staaten: Bei den 24. Grammy Awards werden u. a. der Brite John Lennon und die Japanerin Yoko Ono für das Album Double Fantasy ausgezeichnet.[21]
- Santa Clara/Vereinigte Staaten: Bill Joy, Vinod Khosla, Scott McNealy und Andreas von Bechtolsheim aus dem Umkreis der Stanford University stellen der Öffentlichkeit eine sogenannte Workstation vor, einen leistungsfähigen Computer speziell für komplexe technisch-wissenschaftliche Rechenaufgaben. Die Erfinder planen nun den kommerziellen Vertrieb ihres Produkts unter dem Namen Sun Microsystems.[22]